# Shinbun kisha
Pour plus de détails, voir Fiche technique et Distribution.
Shinbun kisha (新聞記者) est un film japonais réalisé par Michihito Fujii, sorti en 2019. Le film a été adapté par le réalisateur en série télévisée sur Netflix en 2022 sous le titre The Journalist.

## Synopsis
La jeune journaliste Erika Yoshioka travaille chez Tokyo Metropolitan News. Son patron, M. Jinya, lui demande d'enquêter sur un projet gouvernemental visant à la création d'une nouvelle université qui serait, selon un fax anonyme, plus trouble qu'il n'y paraît. Les recherches de la journaliste la mènent à un fonctionnaire, M. Kanzaki. Mais celui-ci se suicide.

## Fiche technique
- Titre : Shinbun kisha
- TItre original : 新聞記者
- Réalisation : Michihito Fujii
- Scénario : Michihito Fujii, Roba Shimori et Akihiko Takaishi d'après le roman d'Isoko Mochizuki
- Photographie : Keisuke Imamura
- Montage : Tatsuma Furukawa
- Production : Mitsunobu Kawamura
- Société de production : Star Sands, The Icon et Video Audio Project
- Pays :  Japon
- Genre : Drame
- Durée : 113 minutes
- Dates de sortie : 
  -  Japon : 28 juin 2019

## Distribution
- Sim Eun-kyeong : Erika Yoshioka
- Tōri Matsuzaka : Takumi Sugihara
- Tsubasa Honda : Natsumi Sugihara
- Amane Okayama : Daisuke Kuramochi
- Tomohiro Kaku : Tamotsu Sekido
- Seiya Osada : Masato Kawai
- Hina Miyano : Chika Kanzaki
- Tsutomu Takahashi : Ryoichi Tsuzuki
- Naomi Nishida : Nobuko Kanzaki
- Kazuya Takahashi : Toshinao Kanzaki
- Yukiya Kitamura : Kazumasa JInno
- Tetsushi Tanaka : Tomoya Tada
- Ian Moore : Jim

## Distinctions
Le film a été nommé pour six Japan Academy Prizes et en a reçu trois : meilleur film, meilleure actrice pour Shim Eun-kyung et meilleur acteur pour Tōri Matsuzaka.